# Distretto di Pampas de Hospital
Il distretto di Pampas de Hospital è un distretto del Perù, facente parte della provincia di Tumbes, nella regione di Tumbes.